# Emil Lőrincz
Emil Lőrincz (ur. 29 września 1965 w Budapeszcie) – węgierski piłkarz występujący na pozycji obrońcy.

## Kariera klubowa
Lőrincz karierę rozpoczynał w 1983 roku w zespole MTK-VM Budapeszt, grającym w pierwszej lidze węgierskiej. W sezonie 1986/1987 wywalczył z nim mistrzostwo Węgier, a w sezonie 1989/1990 wicemistrzostwo Węgier. W 1990 roku przeszedł do belgijskiego RWD Molenbeek, występującego w pierwszej lidze belgijskiej. Jego barwy reprezentował przez 5 sezonów, po czym wrócił do MTK. Zdobył z nim jeszcze dwa mistrzostwa Węgier (1997, 1999) oraz dwa Puchary Węgier (1997, 1998). W 1999 roku zakończył karierę.

## Kariera reprezentacyjna
W reprezentacji Węgier Lőrincz zadebiutował 11 kwietnia 1990 w przegranym 0:3 towarzyskim meczu z Austrią. 31 października 1990 w wygranym 4:2 pojedynku eliminacji Mistrzostw Europy 1992 z Cyprem strzelił swojego pierwszego gola w kadrze. W latach 1990–1997 w drużynie narodowej rozegrał 37 spotkań i zdobył 3 bramki.